# Maximiano Hijón
Maximiano Félix Hijón Ibarra (Logroño, 21 de febrero de 1825-12 de julio de 1891) fue un arquitecto español que desempeñó su oficio en La Rioja y en Navarra ejerciendo en ambas como arquitecto de las respectivas diputaciones provinciales en diferentes etapas además de realizar en ambas también diversos encargos particulares.

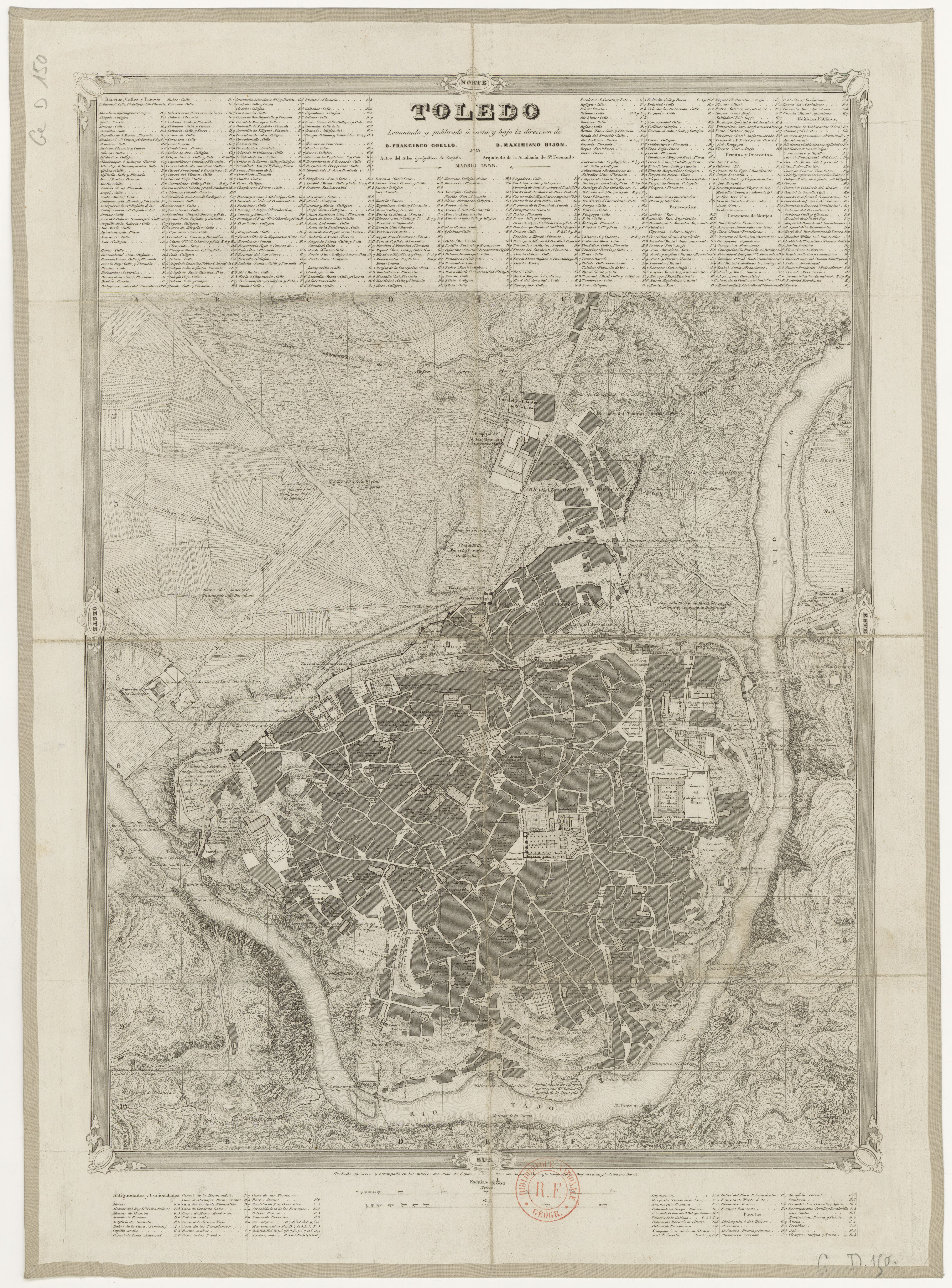
Plano de Toledo (1858) elaborado por Francisco Coello y Maximiano Hijón

## Biografía
Era hijo de Juan Hijón Moros, un carpintero, maestro agrimensor y de obras natural de Logroño, y Antonia María Ibarra Arizmendi, natural de Éibar. Fue bautizado el mismo día que nació en la entonces iglesia colegial de Santa María de la Redonda —desde 1959 Concatedral de Santa María de la Redonda— de Logroño. También en esta ciudad dio sus primeros pasos en su formación recibiendo clases en el Colegio de Segunda Enseñanza en 1839.

### Estudios
Trasladado a Madrid, en 1842 se matrícula en la Real Academia de Bellas Artes de San Fernando donde recibirá clases desde el 26 de octubre de ese año hasta el 25 de octubre de 1844. También estudia física experimental en los Estudios Nacionales de San Isidro entre el 2 de noviembre de 1843 y el 10 de junio de 1844. Y en este mismo centro realiza un segundo curso de Matemáticas entre el 2 de noviembre de 1844 y el 2 de junio de 1845. Entre sus profesores estuvieron Matías Laviña Blasco, Wenceslao Gaviña y Ángel Riquelme.
Elabora un proyecto final (en términos de la época, una prueba de pensado) de una Casa de ayuntamiento para ser ubicada en la plaza de la Constitución de Logroño junto a otro proyecto para una Cárcel según el sistema celular, con destino a Logroño (junio de 1845) y, tras superar las pruebas y exámenes de la Junta de la Comisión de Arquitectura, el 4 de enero de 1846 le conceden el título de arquitecto. Esta títulación implica también su derecho a formar parte de las Comisiones de Monumentos Históricos y Artísticos provinciales, tanto en Logroño como en Navarra, mostrando su interés y preocupación por la preservación del patrimonio.

### Primera etapa riojana (1855-1859)
Entre 1855-1859 comienza a ejercer oficialmente como arquitecto municipal de Logroño aunque desde noviembre de 1854 ya estaba desempeñando el cargo. Igualmente es nombrado director de la Escuela Gratuita de Dibujo en esta ciudad riojana. 
En estos años, como arquitecto diocesano se ocupa del Convento de San Agustín de Logroño (1857), de la iglesia de San Martín de Albelda de Iregua (1857), del Convento de Santa Clara de Entrena (1859), del Convento de Madre de Dios de Logroño (1861) y de las iglesias de Lardero (1867), de Matute (1868), de Grañón (1869) y de Briones (1869).
También como miembro de la Comisión de Monumentos abordará la conservación del monasterio de La Estrella de San Asensio.
En este período se registra también su primera colaboración con el cartógrafo militar Francisco Coello para la elaboración del plano de Toledo.

### Primera etapa navarra (1859-1868)
En los primeros años de la década de los 60 se traslada a Pamplona para ejercer como Director de Caminos del Departamento del Sur de Navarra (a los efectos, arquitecto provincial) y donde permanece hasta 1868. En estos pocos años y en contacto con José de Nagusía diseña el Salón del Trono del Palacio de Navarra, el actual edificio sede del Instituto Navarro de la Administración Pública (INAP). En esta construcción se emplea, por primera vez en Navarra, estructuras de hierro en la construcción y será merecedora de figurar unos años más tarde en la Exposición Universal de Filadelfia (1876).

### Segunda etapa riojana (1868-1891): arquitecto municipal, provincial y diocesano
Durante esta etapa final de su vida compaginó su función de arquitecto municipal con el diocesano y el provincial. En realidad, en todos los casos, retoma las funciones aparcadas durante su estancia en Pamplona.
En este período, como diocesano, aborda labores de reparación en las iglesias de Tricio (1877), Ozana (1878), Vea (1878), Las Aldehuelas (1878), Cervera de Río Alhama (1878), Aguilar de Río Alhama (1878) y Villar del Río (1879).

### Segunda etapa navarra (1885-1887): obras particulares en Navarra
Solapada esta etapa con la anterior y como arquitecto particular recibe en Pamplona el encargo del Crédito Navarro para proyectar el emblemático edificio de la plaza del Castillo número 44-44Bis, en el lado norte de la plaza. Esta entidad parece que, en un primer momento, pensaba instalar aquí su sede aunque luego se trasladó al otro lado de la plaza, en el lado sur y junto al Teatro Gayarre. El edificio del norte fue ocupado por el popular Café Iruña (en la planta baja) y por el Nuevo Casino Principal (en la primera planta).
También proyecta en Tafalla los planos de la escuela municipal que se levantó en el barrio de Cuatropea, al sur de la ciudad, detrás del Palacio de los Mencos.

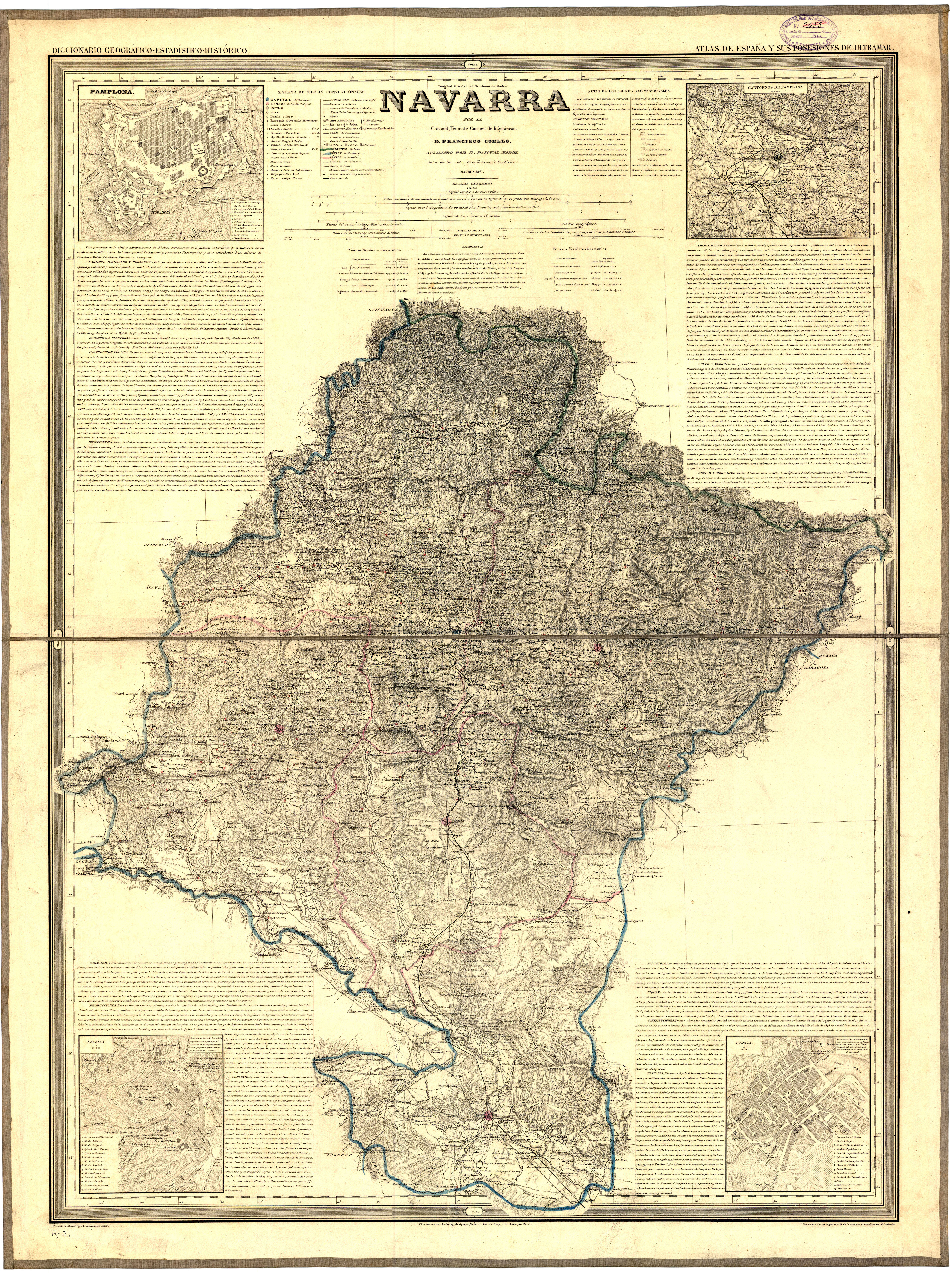
Mapa de Navarra (1861) elaborado por Francisco Coello, auxiliado por Pascual Madoz, José de Nagusía y Maximiano Hijón. Instituto Geográfico Nacional

## Comisión de Monumentos Históricos y Artísticos
Compaginando su inquietud por la innovación también demostró gran preocupación por la conservación de diversos monumentos desamortizados durante el primer tercio del siglo XIX que amenazaban ruina o eran objeto del deseo de especuladores que veían en ellos canteras de piedra barata para vender a terceros.

### En La Rioja: Nájera, Laturce, San Asensio y la Cogolla
Están documentadas sus intervenciones en favor de la preservación de San Millán de la Cogolla (1847), monasterio de San Prudencio de Monte Laturce (1848), monasterio de la Estrella de San Asensio (1849), o Santa María la Real de Nájera (1889-1890) en lo referente a la actual comunidad de La Rioja.

### En Navarra: Leyre, la Cámara de Comptos y Eunate
En calidad de arquitecto provincial, aun estando ausente, se le menciona como miembro de derecho de la Comisión de Monumentos Históricos y Artísticos de Navarra en el acta de constitucional levantado por la comisión el 21 de diciembre de 1865. Está registrado como en el breve período que formó de la misma, toma un papel destacado, junto a Juan Iturralde y Suit y Pablo Ilarregui Alonso, para salvar las ruinas del Monasterio de Leyre, elaborando todos ellos fotografías, documentos, planos y acuarelas que aportaron a la Real Academia de San Fernando,y se consigue la anulación de la venta que amenazaba sobre el monasterio encargando el ministerio de Fomento a los tres, el 21 de noviembre, que se hagan cargo del proceso de incautación. Es por ello que también interviene en el acta firmada el 27 de noviembre de 1867, como vocal de la Comisión de Monumentos Históricos y Artísticos de Navarra, junto con Pablo Ilarregui, vicepresidente entonces, Juan Iturralde y Suit, también vocal y secretario, además de Zacarías Arenas, Administrador de Hacienda de Navarra, en el acta levantada sobre el estado de conservación del Monasterio de Leyre —que manifiestan se hallaba completamente arruinado—, y tras ser anulada su expropiación tras haber pasado a ser declarado, el 16 de octubre de 1867, Monumento Nacional, el primero consignado en Navarra. A principios de 1868, «con una subvención de la Diputación se han hecho algunos trabajos; Hijón e Iturralde hacen una memoria que se envía a la Academia con prespuestos.» Los esfuerzos, recogidos con más detalle por la historiadora María Puy Huici Goñi, continuaron durante todas las semanas siguientes.
Su papel determinante dentro de la comisión continua con su nombramiento el 17 de febrero de 1868 como tasador de los bienes del Real Patrimonio de la reina Isabel II en lo referente al edificio de la Cámara de Comptos de Navarra, tomando el gobernador provincial posesión de la misma en nombre de la reina e instalándose en ella la Comisión de Monumentos el 25 de mayo del mismo año.
En la misma línea, suyos son los planos de Eunate que la comisión ordena poner en limpio el 7 de octubre de 1869, que en la sesión del 20 de agosto estaban «esperando con curiosidad» junto a la memoria descriptiva elaborada por Iturralde y Suit.

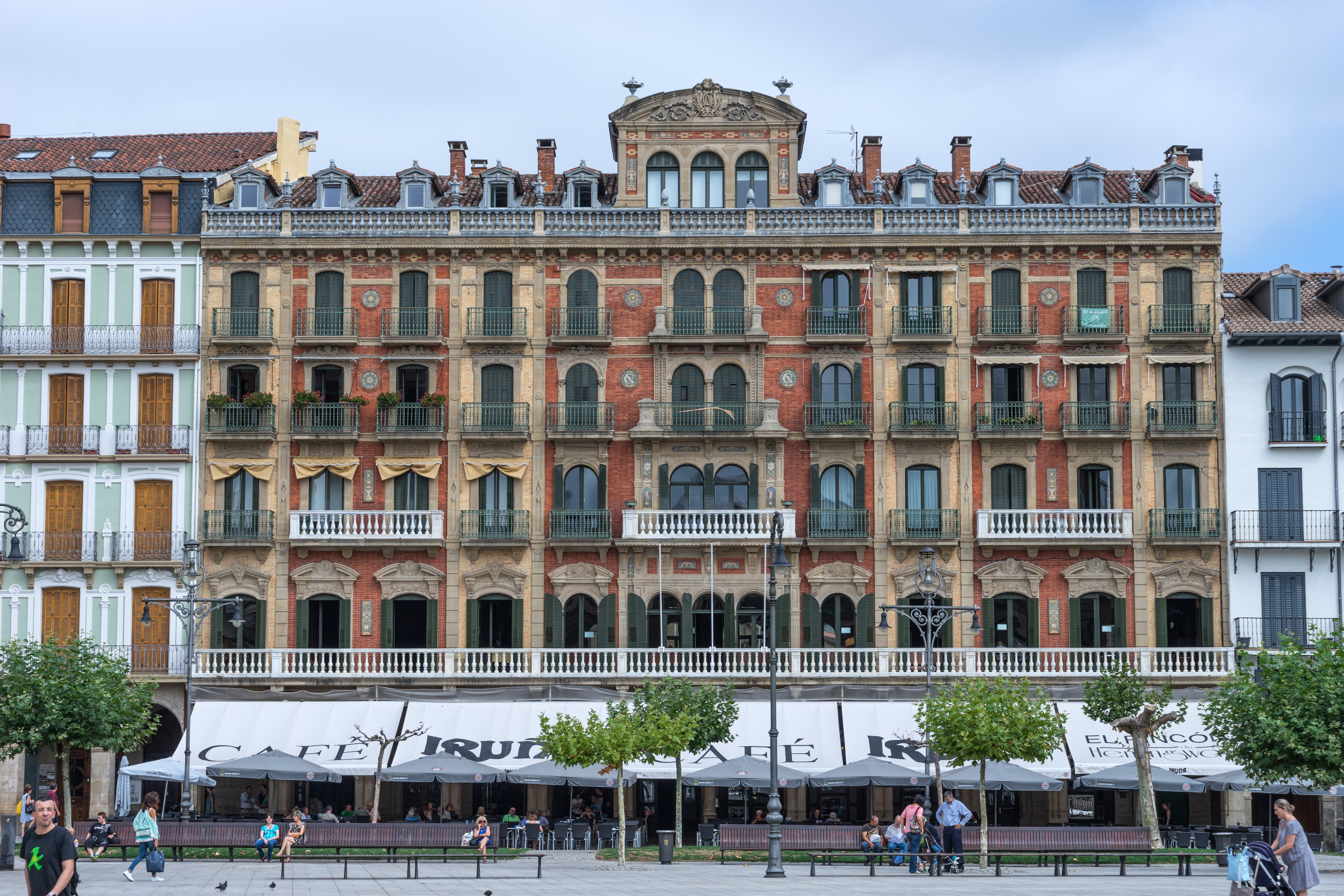
Edificio del Crédito Navarro (Café Iruña y Nuevo Casino Principal)

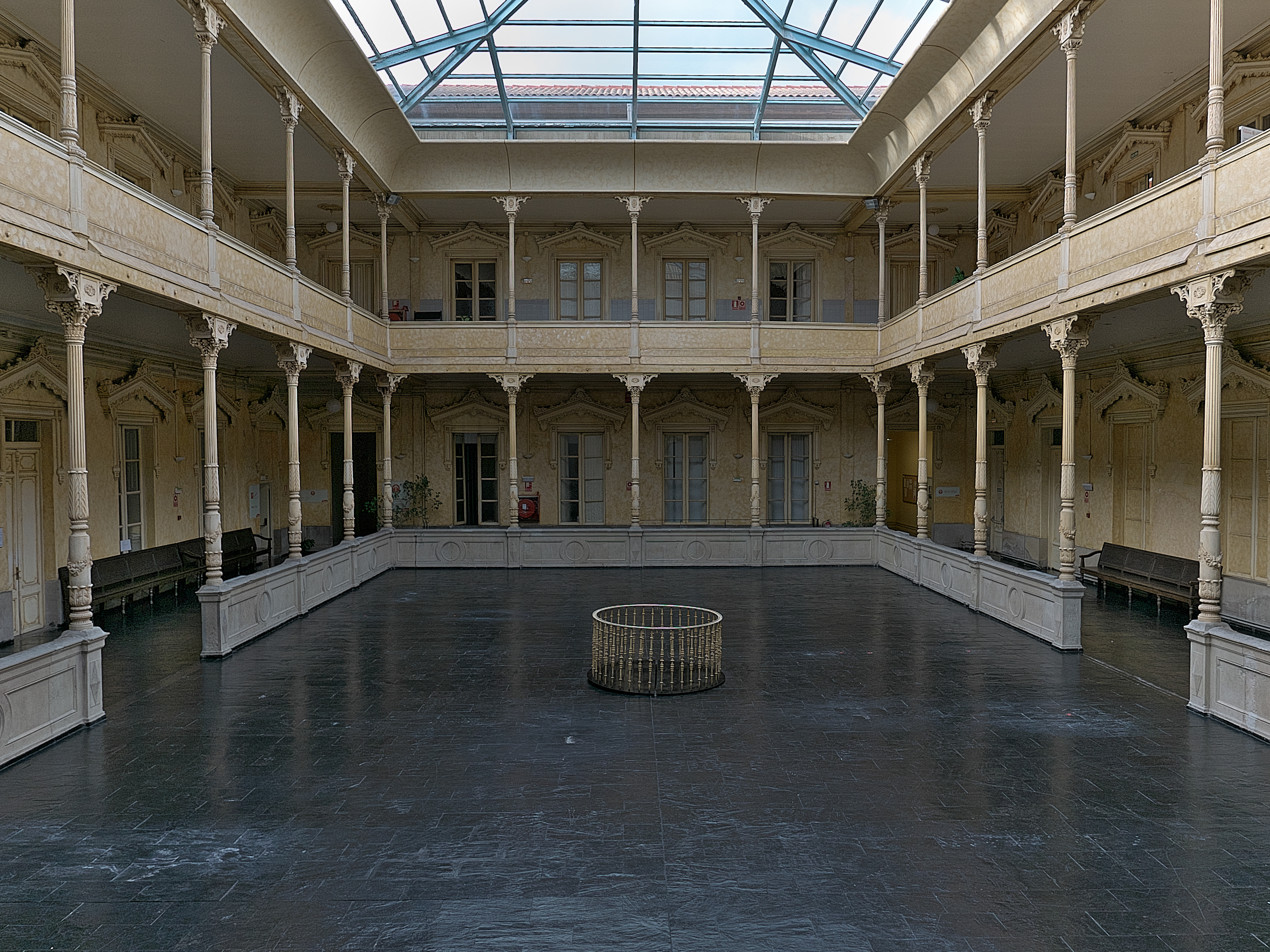
Interior del Instituto Navarro de Administración Pública (Pamplona), antiguo Instituto Provincial de Segunda Enseñanza, junto a la Catedral de Pamplona.

## Obras
Entre sus obras destacar:

### Toledo
- Plano de Toledo (1858) elaborado junto con Francisco Coello.

### Huelva
- Plano de Huelva (1869) elaborado también junto con Francisco Coello.[27][28]

### Zamora
- Plano de Zamora (1863) elaborado también junto con Francisco Coello.[27][29]

### Navarra
- Traída de aguas a Pamplona (1859-1863). Al aparecer diversas fugas en las conducciones de aguas desde Subiza, realiza un estudio sobre el estado de las fuentes públicas y el acueducto de Noáin.[30]
- Salón del Trono de la Diputación Provincial de Pamplona (Palacio de Navarra) (1861-1865).[31]
- Instituto Provincial de Enseñanza Secundaria (ahora, Instituto Navarro de Administración Pública, INAP, y sede del Departamento de Cultura del Gobierno Foral de Navarra) (1857-1861) en Pamplona.[32] Este trabajo fue merecedor de figurar en la Exposición Universal de Filadelfia (1876).[10]
- Venta de San Fermín (1861, Bardenas Reales), también llamada Venta de la Bardena, junto con Luis Zapata en su calidad de director de Caminos del Departamento del Sur de Navarra. Estaba situada sobre el camino real de Tudela, entre Villafranca y Cadreita.[33]
- Edificio Crédito Navarro en la plaza del Castillo, n.º 44-44bis (1884-1888), sede del Café Iruña y el Nuevo Casino Principal.[34]
- Plano de Navarra (1861) junto con José de Nagusía, aportando abundante información de vías y caminos.
- Escuela municipal de Tafalla (1887-1888), actualmente ikastola. Se levantó en el barrio de Cuatropea, al sur de la ciudad, detrás del Palacio de los Mencos. Unos años antes, entre 1864-1866, se había desmontado este paraje para construir una carretera a Larraga atravesando el llamado Portal Nuevo.[12]

### Logroño
En esta ciudad realizó gran parte de su obra. Hasta 43 edificios han aparecido hasta ahora donde realiza intervenciones de diferente envergadura. Destacan entre ellos:
- Camino a Oyón (1856) que tardará dos años en realizarse.[36]
- Reforma del Camino de San Gregoria (1858).[37]
- Alineaciones y pequeño ensanche oriental de Logroño (1869).[38]
- Viviendas y edificios en la Ronda del Siete (1882),[39] del Muro (1885)[40] y calle Delicias (1886).[41]
- Casa en calle Herrerías número 5.[42] Esta casa es su residencia familiar y en ella fallecerá en 1891.[43]

### Soria
- Iglesias de Vea y Las Aldehuelas.[44]

### Zaragoza
- Casa de Mariano Pérez Baerla en la calle Alfonso I (1870).[45]